# Comitatul Houghton, Michigan
Comitatul Houghton, conform originalului din engleză Hillsdale County, este unul din cele 72 de comitate din statul Michigan, Statele Unite ale Americii.
Fondat în 1843, organizat în 1846 și reorganizat în 1848, comitatul a fost numit după geologul Douglass Houghton. Comitatul 
este situat în nordul statului, pe peninsula superioară (engleză Upper Peninsula), la limita cu Lacul Michigan. Sediul comitatului este localitatea omonimă, Houghton, GR6.
Conform datelor furnizate de United States Census Bureau, în urma recensământului din anul 2000, populația fusese 36.628 de locuitori. Comitatul Houghton este parte a zonei micropolitane omonime, Houghton, care include și comitatul vecin, Keweenaw. O parte a comitatului este adesea supranumită Copper Island.

## Istoric

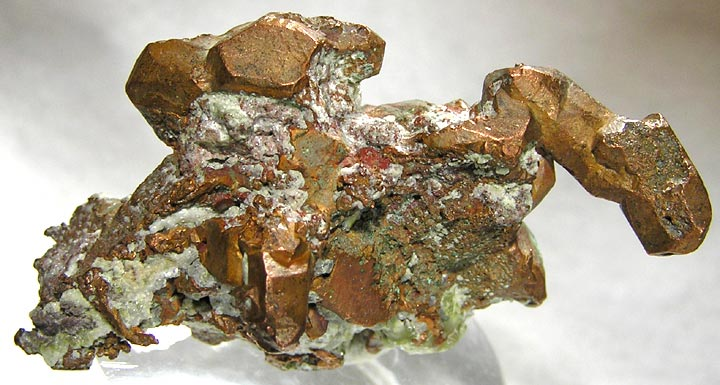
Old specimen of native copper from Houghton County. Houghton County hosted a major copper-mining industry in the late 19th and early 20th centuries.

## Geografie
Conform datelor furnizate de United States Census Bureau după publicarea datelor Census 2000, comitatea are o arie de totală de 3.887,36 km2 (ori 1.501,56 sqmi), dintre care 2.619,23 km2 (ori 1.011,72 sqmi, adică 67,38%) este uscat și restul de 1.268,13 km2 (ori 489,84 sqmi, adică 32,62%) este apă.

### Drumuri

#### US Highways
- US 41

#### Michigan State Trunklines
- M-26
- M-28
- M-38
- M-203

#### Federal Forest Highways
- Federal Forest Highway 16 (FFH-16)

### Zone protejate național
- Keweenaw National Historical Park (parțial)
- Ottawa National Forest (part)

### Comitate adiacente
- Comitatul Keweenaw (nord)
- Comitatul Baraga (est)
- Comitatul Iron (sud)
- Comitatul Ontonagon (vest)

## Orașe (cities), sate (villages) și districte/cantoane (townships)
| Orașe (Cities) - Hancock - Houghton Sate (Villages) - Calumet - Copper City - Lake Linden - Laurium - South Range | Localități neîncorporate (Unincorporated communities) - Atlantic Mine - Dakota Heights - Dodgeville - Donken - Dollar Bay | - Dreamland - Franklin Mine - Hubbell - Hurontown - Jacobsville - Mason - Ripley - Senter |

Cantoane/Districte (Townships)
| - Adams Township - Calumet Township - Chassell Township - Duncan Township - Elm River Township | - Franklin Township - Hancock Township - Laird Township - Osceola Township - Portage Township | - Quincy Township - Schoolcraft Township - Stanton Township - Torch Lake Township |

## Demografie
|  | Graficele sunt indisponibile din cauza unor probleme tehnice. Mai multe informații se găsesc la Phabricator și la wiki-ul MediaWiki. |

Date: Wikidata - grafică realizată de Wikipedia